# CA Rosario Central
Club Atlético Rosario Central (wym. [ˈkluβ aˈtletiko roˈsaɾjo senˈtɾal]) – argentyński klub sportowy (znany głównie z sekcji piłki nożnej) z siedzibą w mieście Rosario, w prowincji Santa Fe. Występuje w rozgrywkach Primera División. Domowe mecze rozgrywa na obiekcie Estadio Gigante de Arroyito.

## Osiągnięcia
- Mistrz Argentyny (4): 1971 Nacional, 1973 Nacional, 1980 Nacional, 1987
- Copa CONMEBOL: 1995

## Historia
Klub założony 24 grudnia 1889 jako Central Argentine Railway Athletic Club przez brytyjskich robotników kolejowych pracujących w Argentynie. W 1903 klub zmienił nazwę na Club Atlético Rosario Central. w 1939 klub dołączył do ligi argentyńskiej wraz z odwiecznymi rywalami Newell's Old Boys. W 1985 klub został zdegradowany do drugiej ligi, ale rok później powrócił i od razu zdobył mistrzostwo.

## Aktualny skład
Stan na 1 września 2022.
| Nr | Poz. | Piłkarz                  |
| -- | ---- | ------------------------ |
| 2  | OB   | Julián Velázquez         |
| 3  | OB   | Lautaro Blanco (kapitan) |
| 4  | OB   | Damián Martínez          |
| 5  | PO   | Francis Mac Allister     |
| 6  | PO   | Juan Komar               |
| 7  | OB   | Marcelo Benítez          |
| 8  | NA   | Walter Montoya           |
| 9  | NA   | Jhonatan Candia          |
| 10 | PO   | Michael Covea            |
| 11 | NA   | Luciano Ferreyra         |
| 12 | BR   | Juan Pablo Romero        |
| 13 | PO   | José Leudo               |
| 14 | OB   | Nazareno Romero          |
| 15 | NA   | Ignacio Malcorra         |
| 16 | PO   | Mateo Tanlongo           |
| 17 | NA   | Alan Marinelli           |
| 18 | PO   | Francesco Lo Celso       |

| Nr | Poz. | Piłkarz                |
| -- | ---- | ---------------------- |
| 19 | BR   | Jorge Broun            |
| 20 | OB   | Fernando Torrent       |
| 21 | OB   | Juan Gabriel Rodríguez |
| 23 | BR   | Gaspar Servio          |
| 24 | NA   | Alejo Véliz            |
| 25 | PO   | Juan Cruz Cerrudo      |
| 26 | OB   | Ismael Cortéz          |
| 27 | NA   | Gino Infantino         |
| 28 | NA   | Gustavo Ramírez        |
| 29 | NA   | Luca Martínez Dupuy    |
| 32 | OB   | Facundo Almada         |
| 33 | OB   | Cristian Báez          |
| 34 | NA   | Franco Frías           |
| 35 | OB   | Ulises Ciccioli        |
| 40 | PO   | Facundo Buonanotte     |
| 45 | PO   | Kevin Ortíz            |